# Zygantroplana angusta
Zygantroplana angusta är en plattmaskart. Zygantroplana angusta ingår i släktet Zygantroplana och familjen Leptoplanidae. Inga underarter finns listade i Catalogue of Life.